# Ufacık, Seydişehir
Ufacık là một xã thuộc huyện Seydişehir, tỉnh Konya, Thổ Nhĩ Kỳ. Dân số thời điểm năm 2011 là 41 người.